# پارک طبیعت نیکاج میرتور
پارک طبیعت نیکاج میرتور (به لاتین: Nikaj-Mërtur Regional Nature Park) یک منطقه حفاظت‌شده در آلبانی است که در شهرستان کوکس واقع شده‌است.